# Patrick Buffet
Pour les articles homonymes, voir Buffet.
Patrick Buffet, né le 19 octobre 1953 à Lyon, est un homme d'affaires français, ancien président directeur général de Eramet.

## Études
Après une scolarité au lycée du Parc à Lyon, il entre par concours en 1972 à Mines ParisTech, dont il sort dans le Corps des Mines.

## Carrière
Patrick Buffet entame sa carrière en 1978 en qualité de chargé de mission pour les questions industrielles et énergétiques auprès du préfet de la région Rhône-Alpes, poste dans lequel il succède à Olivier Appert.

Il exerce ensuite différentes fonctions au ministère de l’Industrie, dont la responsabilité de « Grands Projets » au sein de la direction générale de l'énergie et des matières premières (DGEMP) (1981-1982) et celle de directeur de cabinet du ministre délégué à l'Énergie, ou conseiller technique au cabinet de plusieurs ministres. 
- De 1986 à 1989, il est directeur du plan, du développement et du contrôle de gestion de l'Entreprise minière et chimique[3] ;
- De 1989 à 1991 ; il est PDG de la société Sanders S.A [2];
- De 1991 à 1994, il est conseiller industriel à la présidence de la République[2] ;
- De 1994 à 1998, il est directeur des participations industrielles de la Société générale de Belgique[2] ;
- De 1998 à 2001, il est directeur général adjoint, et membre du comité exécutif du groupe Suez Lyonnaise des Eaux et de la Société générale de Belgique (filiale du groupe Suez) [2];
- De 2001 à avril 2007, il est délégué général et reste membre du comité exécutif du groupe Suez, en devenant également membre du conseil de surveillance du groupe Areva[2].

Patrick Buffet est PDG de Eramet de 2007 au 25 mai 2017, date à laquelle il cède sa place à Christel Bories. La valeur de l'entreprise diminue pendant sa présidence du fait d'une mauvaise conjoncture économique pour les matières premières.
En 2011, son salaire annuel est estimé à 1,5 million d'euros.

## Autres fonctions
Patrick Buffet est aussi le PDG  de la société Le Nickel mais il assume ou a assumé de nombreuses autres fonctions dans la fonction publique puis administrateur et/ou membre de conseil de surveillance dans plusieurs entreprises privées
- Administrateur de Rhodia, nommé lors de l'assemblée générale du 20 mai 2009, et détient 200 actions du capital du groupe
- Administrateur de Comilog (sociétés du Groupe Eramet) depuis avril 2007
- Administrateur de la Société belge BANIMMO
- Membre du conseil de surveillance de Bureau Veritas
- Membre du conseil de surveillance d'Arcole Industries
- Membre du groupe européen de la Commission trilatérale

## Distinction
- Officier de la Légion d'honneur (2013)[6]
- Membre de l'Académie des technologies depuis 2012.